# Timber Wolf
Pour plus de détails, voir Fiche technique et Distribution.
Timber Wolf est un film d'animation américano-canadien réalisé par Mauro Casalese, Jeff DeGrandis et Steven Dovas et sorti en 2001.

## Synopsis
Les aventures de Thomas Timber Wolf, un loup de bois et prédateur sophistiqué.

## Fiche technique
- Titre original : Timber Wolf
- Réalisation : Mauro Casalese, Jeff DeGrandis et Steven Dovas
- Scénario : Chuck Jones, Stephen Fossatti et Philip Vaughn
- Photographie :
- Montage :
- Musique : Robb Wenner
- Animation : Mauro Casalese, Karyn Dietrich, Byron Leboe, Bong Macarayan, Victor Marchetti, Charlie McKenna, Benson Shum et Rid Sorensen
- Producteur : Mauro Casalese, Samantha Daley, Jeff DeGrandis, Steven Dovas, Chuck Jones et Philip Vaughn
  - Producteur délégué : Stephen Fossatti
  - Producteur associé : Charlie Puzzo
- Sociétés de production : Atomic Cartoons, Chuck Jones Film Productions, Very Fast Pig Production et Wolf Gang
- Sociétés de distribution : Warner Bros. Animation
- Pays d'origine :  États-Unis et  Canada
- Langue originale : anglais
- Format : couleur
- Genre : Animation et comédie
- Durée :
- Dates de sortie :
  - États-Unis : 24 octobre 2001

## Distribution
- Joe Alaskey : Thomas Timber Wolf
- Nancy Cartwright : Earl Squirrel
- Keith Silverstein : Loppy T. Wolf, Dash Snake et Igor Beaver
- Gayle Ross : Scarlet Rose
- Horace Bandersnap IV